# Кобальтоцен
Кобальтоцен — металлоорганическое соединение,
сэндвичевое соединение кобальта с формулой Co(C5H5)2,
тёмно-красные кристаллы,
не растворяется в воде,
разлагается на воздухе.

## Получение
- Реакция циклопентадиенида натрия и хлорида кобальта.

{\displaystyle {\mathsf {2NaC_{5}H_{5}+CoCl_{2}\ {\xrightarrow {}}\ Co(C_{5}H_{5})_{2}+2NaCl}}}

## Физические свойства

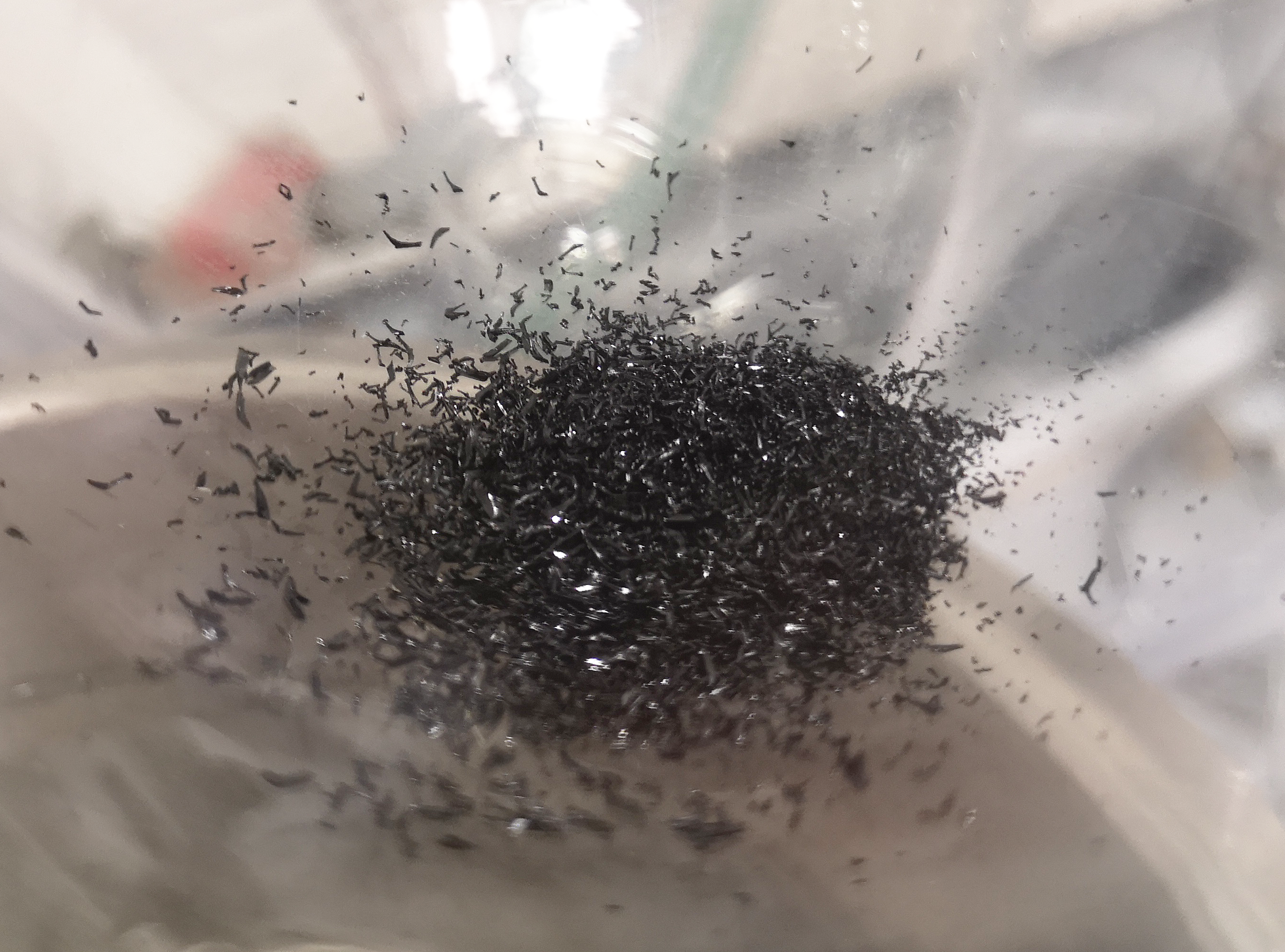
Вакуумно-сублимированный кольбатоцен в азотной атмосфере

Кобальтоцен образует тёмно-красные кристаллы, которые возгоняются в вакууме.
Не растворяется в воде, растворяется в органических растворителях.
Является парамагнетиком.

## Применение
- Применяется для получения каталитически активного кобальта.